# Martinitoren

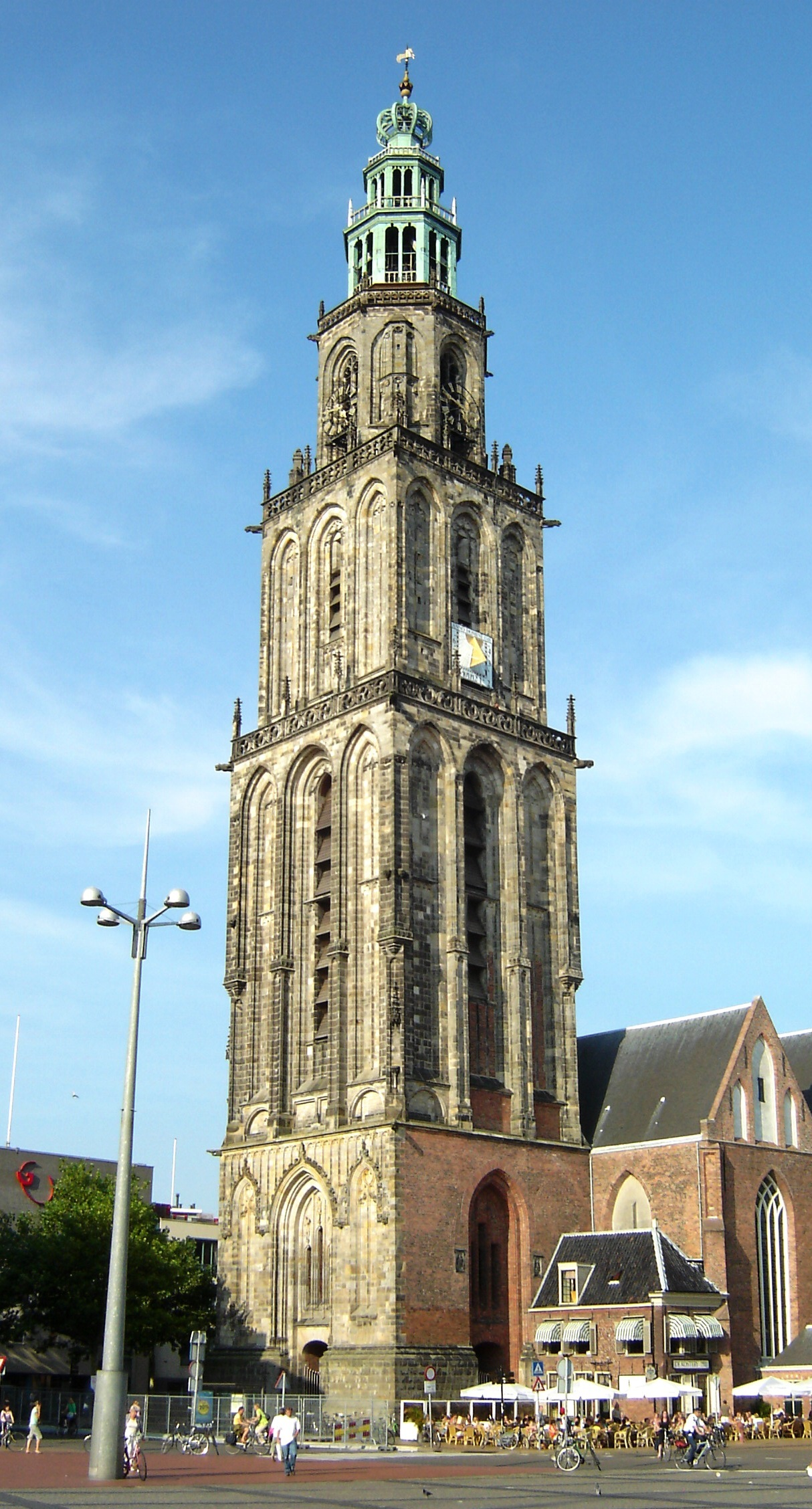
Groningen, Martiniturm

Der Martiniturm ist der Kirchturm der Martinikerk in Groningen. Er ist 97 Meter hoch und besitzt verschiedene Aussichtsplattformen, von denen man über die Stadt sehen kann. Der Aufstieg erfolgt über eine steile Wendeltreppe, die bis ganz nach oben führt. Bis dorthin sind es mehrere hundert Treppenstufen.

## Geschichte
1468 war der alte Kirchturm der Martinikerk eingestürzt. Dabei wurde das Kirchenschiff beschädigt. Beim Wiederaufbau wurde das Kirchenschiff nach Westen erweitert. Infolgedessen wurde der neue Turm an neuer Stelle aus Bentheimer Sandstein errichtet; er entstand zwischen 1469 und 1482. 
1937 wurde der Turm von Grund auf restauriert. Dabei wurden zwei an seine Westseite angebaute Häuser, darunter das Standesamt, abgerissen. Im August 1939 wurde angesichts des erwarteten Krieges im Turm ein Luftbeobachtungsposten eingerichtet, um mögliche Luftangriffe auf die Stadt frühzeitig erkennen zu können.

## Carillon und Glocken
Das Carillon wurde 1662/1663 von den berühmten Glockengießerbrüdern Pieter und François Hemony gegossen. Es bestand ursprünglich aus 32 Glocken mit einem Tonumfang von drei Oktaven. Anlässlich einer Restaurierung wurde es 1984 ergänzt. Seither besteht es aus 49 Glocken mit einem Tonumfang von vier Oktaven, darunter 30 Glocken der Brüder Hemony.
Nur einmal blieb das Carillon des Martiniturms für längere Zeit stumm: Als im August 1939 der Luftbeobachtungsposten im Turm eingerichtet wurde, war es im Weg und wurde abgebaut; nach der Besetzung der Niederlande durch Deutschland  im Mai 1940 erklang es wieder.
Im Turm hängen zwölf Läute-Glocken aus den Jahren 1577/78 (Gießer Hendrik van Trier), 1962 (Gießer Koek, Midwolda) und 1996 (Gießer Eijsbouts, Asten) in den Schlagtönen fis° (≈7.850 kg) – gis° – ais° – h° – cis′ – dis′ – eis′ – fis′ – gis′ – ais′ – h′ – cis″. Die Glocken werden bis heute von Hand geläutet.